# Produce 101
Produce 101 (hangul: 프로듀스 101) é um reality show de sobrevivência produzido e exibido pelo canal de televisão sul-coreano Mnet, entre 22 de janeiro e 1 de abril de 2016. O programa traz um formato de projeto em grande escala, no qual o público "produziria" um grupo musical feminino, escolhendo as integrantes a partir de um grupo de 101 trainees (estagiárias), de 46 empresas de entretenimento (excluindo as duas principais empresas do ramo na Coreia do Sul, SM e YG Entertainment), bem como o conceito, a música de estreia e o nome do grupo. Ao final do programa, foi formado um grupo musical temporário, chamado de I.O.I, formado por onze integrantes, as vencedoras do programa: Nayoung, Chungha, Sejeong, Chaeyeon, Jieqiong, Sohye, Yeonjung, Yoojung, Mina, Doyeon e Somi. O grupo estreou em 4 de maio de 2016, e encerrou suas atividades em 17 de janeiro de 2017, assim como determinado.
O programa tem o segundo maior orçamento de todos já produzidos pela Mnet, sendo o mesmo cerca de ₩4 bilhões (aproximadamente $3,4 milhões).
A segunda temporada, Produce 101 Season 2, com trainees masculinos, estreou em 7 de abril de 2017.

## Conceito
Produce 101 foi a primeira colaboração nacional de agências de entretenimento, reunindo 101 trainees (estagiárias) femininas de 46 diferentes agências, excluindo as duas principais do ramo, S.M. e YG Entertainment, de dentro e de fora da Coreia do Sul. Das 101, apenas onze garotas foram selecionados para formar um girl group especial. O grupo foi programado para lançar cerca de quatro canções durante um ano, e lançar um álbum de estreia através gravadora CJ E&M. Além disso, as integrantes selecionadas para o grupo também poderiam ser adicionadas à grupos musicais planejados por suas respectivas empresas. As 101 participantes começaram a viver juntas em 5 de dezembro de 2015, em um dormitório. Elas subiram ao palco pela primeira vez para se enfrentar em uma missão em equipe, no estúdio da CJ E&M, em 27 de dezembro de 2015.
Para o treinamento das meninas, vários artistas foram recrutados. O cantor Jang Keun-suk atuou como apresentador, enquanto a vocalista do Brown Eyed Girls, JeA, ao lado da instrutora vocal Kim Sung-eun, da solista Kahi, da coreógrafa Bae Yoon-jung e da rapper Cheetah, foram, respectivamente, responsáveis pelo treinamento vocal, de dança e de rap. Além disso, a treinadora Ray Yang foi responsável pelo treinamento físico das participantes.

## Promoção
Produce 101 foi revelado pela primeira vez no episódio 453 do M! Countdown, em 17 de dezembro de 2015. O grupo foi apresentado por Jang Keun-suk, e 98 das 101 participantes apresentaram seus talentos através da canção "Pick Me".
A partir de 18 de dezembro de 2015, as 101 participantes foram reveladas através do site oficial do programa, Facebook, Instagram e Naver TV Cast ao longo de sete dias. Cada uma das meninas foi introduzida através de um perfil com fotos e vídeo de apresentação.
Em 21 de janeiro de 2016, uma apresentação de introdução para o programa foi realizada no 63 Convention Center, em Yeouido. O apresentador Jang Keun-suk, as cinco treinadoras, e 97 das 101 concorrentes participaram da apresentação. Durante o evento, foi revelado que o grupo feminino formado a partir do Produce 101 teria onze integrantes, e estrearia através da YMC Entertainment.

## Episódios

### Episódio 1 (22 de janeiro de 2016)
As competidoras entram no estúdio, onde 101 assentos estão dispostos em forma de pirâmide, com uma cadeira para a trainee número 1 no topo. Elas são introduzidas por empresa, e devem escolher se sentar entre os assentos de 1 a 101. As participantes, são, então, convidados a realizar uma performance por agência. Cada competidora é julgada individualmente, com base em seus talentos gerais e, então, classificadas, sendo A a classificação mais alta e F a mais baixa. As participantes de cada classificação (A, B, C, D e F) são colocadas em grupos temporários para treinamento. No final do episódio, o ranking de popularidade é mostrado, com Jeon Somi, da JYP Entertainment, em primeiro lugar.

### Episódio 2 (29 de janeiro de 2016)
Após as participantes serem agrupadas de acordo com as notas recebidas, Jang Keun-suk anuncia que todas as concorrentes se apresentarão no M! Countdown, com a música "Pick Me", que deve ser aprendida por todas em apenas alguns dias. A distribuição de linhas na música e tempo de câmera serão decididos a partir de suas classificações, sendo as concorrentes do grupo A as com o maior número de linhas, enquanto as concorrentes do grupo F aparecerão apenas dançarinas de fundo. As participantes são informadas que terão três dias para praticar e, em seguida, serão reclassificadas nos grupos A, B, C, D ou F. Individualmente, as trainees são filmadas cantando e dançando "Pick Me", desempenho que será avaliado pelas treinadoras. Elas, então, recebem suas novas notas, e são convidadas a mudarem de sala, de acordo com as classificações. O episódio termina com a etiqueta com o nome de Jeon Somi sendo mostrada, dando a entender que ela foi movida do grupo A.

### Episódio 3 (5 de fevereiro de 2016)
As concorrentes se mudam para seus novos grupos após as reavaliações. Elas começam a ensaiar para a apresentação de "Pick Me", onde Choi Yoo-jung, da Fantagio, que foi movida do grupo D para o A, foi escolhida como o "centro". Após a apresentação, Jang Keun-suk anuncia a saída de 3 participantes do programa, e também que as últimas 37 concorrentes no ranking serão eliminadas no próximo episódio. As trainees começam sua segunda missão, que são performances em grupo, ao vivo, e com uma plateia. Para a missão, são dadas canções de estreia de dez grupos femininos: "Irony", do Wonder Girls, "Break It", do Kara, "Into the New World", do Girls' Generation, "Ah!", do After School, "Fire", do 2NE1, "Hot Issue", do 4Minute, "LA chA TA" do f(x), "Push Push", do Sistar, "Bad Girl Good Girl", do miss A e "I Don't Know", do Apink. As concorrentes do grupo A competem por cada canção através de uma corrida, e têm o privilégio de escolher integrantes de qualquer grupo para formar suas equipes. Cada canção é performada ao vivo por dois grupos que competem entre si, e cada trainee é votada separadamente pela plateia, combinando as pontuações individuais totais para declarar o grupo vencedor. Este episódio mostra os grupos ensaiando e atribuindo papéis como "centro", "vocal principal", "sub-vocal" e "rapper". Os grupos são compostos de 4 ou 5 integrantes cada. Os pontos da votação ao vivo serão combinados com os votos online, que, em seguida, determinarão as pontuações individuais. As integrantes dos grupos vencedores ganharão uma vantagem de mil pontos cada.

### Episódio 4 (12 de fevereiro de 2016)
A segunda metade dos grupos apresenta suas respectivas canções, e os ensaios dos grupos são mostrados. Durante os ensaios dos grupos que apresentarão "La chA TA", Kim Danielle (Dani), da MBK Entertainment, e Ma Eun-jin, da Clear Company, ficam doentes e não podem participar do ensaio. Kim Dani rapidamente se recupera da febre, mas Ma Eun-jin é forçada a deixar o programa devido à sua saúde. Após a última performance, é mostrado às concorrentes o ranking, baseado nos votos individuais recebidos da plateia e os mil pontos adicionais para as meninas das equipes vencedoras, com Kim Se-jeong, da Jellyfish Entertainment, em primeiro lugar.

### Episódio 5 (19 de fevereiro de 2016)
Neste episódio, Shin Bo-ra, Heo Young-ji e Park Kyung, do Block B, fazem uma participação especial como comentaristas. Entre os anúncios do ranking, que revelará as 61 candidatas salvas da primeira eliminação, eventos acontecidos anteriormente são mostrados. Logo após chegarem aos dormitórios, as participantes são levadas para receber uma vacina contra a gripe. Semanas depois, elas são pesadas e levadas para realizar uma série de exercícios com a ajuda da treinadora Ray Yang. Algumas meninas são colocadas em uma dieta rigorosa, a fim de perder peso. As concorrentes também são enganadas, ao participarem de uma série de "câmeras escondidas". A primeira é um teste de consideração, para ver quem ajudará uma staff que está carregando dois pacotes pesados de garrafas de água. O segundo é uma poça de refrigerante derramado no chão de uma sala de espera, para ver se alguma trainee limpará. Na terceira, uma staff finge quebrar uma câmera de 30 mil dólares durante uma entrevista falsa. A staff diz às garotas que pode ser demitida, e algumas delas assumem a responsabilidade, fingindo que quebraram o objeto. As 97 participantes escolhem a visual do programa. Zhou Jieqiong, da Pledis Entertainment, ocupa o primeiro lugar, enquanto Jung Chae-yeon, Kim Do-yeon, Kim Se-jeong, Kim Ji-sung, Seo Hye-lin, Park Si-yeon, Kwon Eun-bean, Ki Heui-hyeon (Cathy), Lee Su-hyun e Jeon Somi ocupam as posições de 2 a 11, respectivamente. Jang Geun-suk, em seguida, anuncia as 20 melhores colocadas e, finalmente, a 61ª, e última, trainee, Hwang A-young, da Happy Face Entertainment, que foi salva da eliminação.

### Episódio 6 (26 de fevereiro de 2016)
Jang Keun-suk mais uma vez se encontra com as trainees para anunciar o próximo desafio. As concorrentes devem se apresentar, ao vivo e em grupos, com base nas posições em que desejam estrear: vocal, dançarina ou rapper. Há seis opções de músicas para vocais ("Monster", do Big Bang, "Call Me Baby", do EXO, "My Best", de Huh Gak e John Park, "Me Gustas Tu", do GFriend, "Yanghwa BRDG", de Zion.T e "Day by Day", de Tashannie), quatro para dança ("Growl", do EXO, "Bang Bang", de Jessie J, Ariana Grande e Nicki Minaj, "Say My Name", do Destiny's Child e "Full Moon", de Sunmi) e três para rap ("You Look Happy", de Verbal Jint, "Turtle Ship", do programa Show Me the Money e "Rhythm Ta", do iKON). Para cada canção há um limite de participantes, que deveriam escolhê-las com base em sua classificação, começando com Kim Se-jeong, da Jellyfish Entertainment, que teria o privilégio de escolher primeiro, por ser a primeira colocada, e terminando com Hwang A-young, da Happy Face Entertainment, que seria colocada automaticamente na canção onde sobrasse uma vaga. Jang Keun-suk também anuncia que apenas 35 participantes permanecerão na próxima rodada, e a vencedora de cada categoria receberia 100 mil votos de vantagem. As equipes de vocais são as primeiras a se apresentar, e, após cada performance, são classificadas, tanto em seus grupos como no geral. Kim Se-jeong é dada como a vencedora na categoria vocal.

### Episódio 7 (4 de março de 2016)
Os grupos que competem nas categorias dança e rap apresentam suas respectivas canções, e os ensaios de cada equipe são mostrados. O grupo de dança que se apresenta com "Bang Bang", composto por Choi Yoo-jung, Jeon Somi, Kim Do-yeon, Kim Chung-ha, Kim Danielle, Kwon Eun-bean e Kim Seo-kyung, recebem o primeiro pedido de bis do programa. Kim Hyeong-eun, da Kconic Entertainment, é dada como a vencedora na categoria rap, enquanto Kang Mi-na, da Jellyfish Entertainment, é a vencedora da categoria dança.

### Episódio 8 (11 de março de 2016)
As meninas recebem uma lição de inglês pelo treinador Lee Si-won, onde devem imitar e assistir cenas da rapper Jessi no programa Unpretty Rapstar. Por meio de uma gravação, Jang Keun-suk anuncia o início da próxima avaliação antes da segunda rodada de eliminações, o que significa que as 61 concorrentes que sobreviveram continuarão a praticar para as novas performances, mas nem todas elas irão se apresentar. A avaliação é revelada como uma "avaliação de conceito", e as participantes recebem cinco canções originais para escolher: "24 Hours" (uma canção no estilo EDM, produzida por DJ KOO e Maximite, que também produziram "Pick Me"), "Fingertips" (uma canção no estilo girl crush, produzida por Ryan Jhun), "Don't Matter" (uma canção no estilo hip hop, produzida por San E), "Yum-Yum" (uma canção no estilo trap pop, produzida por iDR) e "In the Same Place" (uma canção no estilo girlish pop, produzida por Jin-young, do B1A4). A equipe vencedora receberá um benefício de 150 mil votos. As trainees escolhem suas equipes com base em sua categoria e no ranking individual da última avaliação. No entanto, como apenas quatorze pessoas podem estar em uma equipe (o dobro da quantidade de pessoas que continuarão na equipe após a eliminação), a primeira concorrente a ter escolhido determinada canção recebe o direito de expulsar as concorrentes que sobram na equipe, forçando-as a escolher outra canção. Após praticar as novas canções, as meninas sofrem a segunda eliminação, começando com a classificação do 34º e indo até o 1º lugar, com Kim Se-jeong, mais uma vez, assumindo a primeira colocação. Jang Geun-suk, em seguida, anuncia a 35ª e última trainee, Lee Su-hyun, da SS Entertainment, que foi salva da eliminação.

### Episódio 9 (18 de março de 2016)
Após as eliminações, as equipes são reorganizadas, e os grupos com mais de sete integrantes votam sobre quem deve ser movida para os grupos com menos pessoas. Jang Keun-suk também anuncia que a avaliação terá uma plateia de 3 mil pessoas, muito mais do que os as mil pessoas das avaliações anteriores. As meninas retomam a prática, redistribuindo partes e se encontrando com os produtores para gravar versões de estúdio de suas músicas. No dia das apresentações, várias trainees eliminadas são mostradas na plateia, demostrando seu apoio às outras concorrentes. Tanto a equipe de "Yum-Yum" (composta por Choi Yoo-jung, Jeon Somi, Jung Chae-yeon, Kim Danielle, Park Si-yeon, Park So-yeon e Heo Chan-mi) quanto a de "In the Same Place" (composta por Kim Do-yeon, Kim So-hye, Yu Yeon-jung, Yoon Chae-kyung, Han Hye-ri, Kim So-hee e Kang Si-ra) recebem um pedido de bis, mas, por uma pequena diferença de 30 votos, "In the Same Place" leva a vitória e os 150 mil votos de vantagem.

### Episódio 10 (25 de março de 2016)
Entre as eliminações, as concorrentes recebem várias lições, como maquiagem e fala, participam de uma sessão de terapia para compartilhar seus sentimentos e participam de um revezamento de perguntas. Elas também devem escolher as cinco trainees mais populares entre elas. Zhou Jieqiong, da Pledis Entertainment, fica em primeiro lugar, e Kim Do-yeon, Jeon Somi, Kim Chung-ha e Lee Su-hyun ocupam as posições de 2 a 5, respectivamente. Na eliminação, Jang Keun-suk revela que apenas 22 participantes vão avançar para a fase final. As concorrentes ficam chocadas ao descobrirem enormes diferenças nos rankings devido ao benefício de 150 mil votos da avaliação de conceito. Várias meninas, que anteriormente se classificaram entre as top 11, caíram e ocupam as últimas posições. Com as posições de 21 a 3 reveladas, Kim Se-jeong e Jeon Somi são dadas como as concorrentes que disputam as 2ª e 1ª colocações. Jeon Somi vence pela primeira vez, com uma grande diferença. As concorrentes que disputam o 22º lugar, Ng Sze Kai, da Chorokbaem Juna e Lee Su-hyun da SS Entertainment, são chamadas, e Ng Sze Kai é eliminada. Com o top 22 confirmado, Jang Keun-suk anuncia a próxima missão, que também é a última: a avaliação da música de estreia. Ele apresenta "Crush" (produzida por Ryan Jhun, que também produziu "Fingertips") como a canção de estreia das onze vencedoras do programa. Ele explica que elas serão divididas em duas equipes de 11, com cada equipe sendo composta de um vocal principal, oito sub-vocais e duas rappers, com apenas a posição de Jeon Somi como centro confirmada, por ela ter se classificado em primeiro lugar. As meninas escolhem suas posições de acordo com suas classificações. As participantes mais bem classificadas têm vantagem de substituir as classificadas em posições mais baixas, movendo-as para outras posições. Após a escolha de posições, as trainees começam a praticar a coreografia e memorizar as letras para sua apresentação final.

### Episódio 11 (1 de abril de 2016)
O episódio começa mostrando as fitas de audição das meninas, bem como suas entrevistas finais. Um anúncio, então, é feito, comunicando que os espectadores poderiam enviar votos por SMS, mas para apenas uma concorrente, que seriam adicionados aos votos online, a fim de determinar as vencedoras. Ao longo do episódio, a trainee atualmente classificada 11º lugar é revelada, como um incentivo para a votação. A avaliação de estreia começa com todas as concorrentes já eliminadas juntando-se ao top 22 para uma performance especial de "Pick Me". Jang Keun-suk, em seguida, revela que o grupo derivado do programa, chamado de I.O.I, estreará com um conceito "único". O episódio, então, mostra uma apresentação realizada pelas 22 finalistas, onde as mesmas performaram suas músicas da avaliação de conceito. A concorrente eliminada, Hwang In-sun, da Show Works, atuou como apresentadora. Um evento de high-five (cumprimento) foi realizado com as primeiras 500 pessoas que chegaram ao concerto. Kim Se-jeong é eleita como a integrante que recebeu o maior número de high-fives.
O episódio volta para as trainees gravando "When the Cherry Blossoms Fade" (produzida por Jin-young, do B1A4, que produziu anteriormente "In the Same Place"). As participantes são mostradas preparando-se para sua última apresentação, quando, repentinamente, surpreendem seus treinadores com mensagens de vídeo, bolos e flores. Após a performance de "Crush", o episódio mostra as concorrentes entrevistando umas as outras, tirando fotos em grupo e, finalmente, lendo cartas que escreveram a si mesmas em episódios anteriores. As votações logo chegam ao fim e o anúncio das classificações começa. Lim Na-young, Kang Mi-na, Kim Do-yeon, Jung Chae-yeon, Zhou Jieqiong, Kim So-hye, Kim Chung-ha e Choi Yoo-jung são anunciadas como as classificadas de 10 ao 3º lugar, respectivamente, confirmando-as para a estreia do grupo. Mais uma vez, Jeon Somi e Kim Se-jeong disputam o 1º lugar, e, novamente, Jeon Somi leva a vitória, confirmando sua posição como o centro do I.O.I. As trainees que disputam a 11ª posição, Han Hye-ri, da Star Empire Entertainment, e Yu Yeon-jung, da Starship Entertainment, são anunciadas, e  Yu Yeon-jung é finalmente revelada como a integrante final do I.O.I.

## Controvérsia
Uma controvérsia sobre o programa surgiu depois que a Ilgan Sports divulgou ao público, em 16 de fevereiro de 2016, os termos contratuais entre a CJ E&M e as agências de entretenimento participantes do Produce 101. De acordo com o contrato, as agências e as participantes estavam proibidos de tomar uma ação legal contra edições manipuladas feitas no programa e de revelar informações inéditas. Enquanto as agências compartilhariam os custos de produção musical, as concorrentes não receberiam pagamento por participar do programa, e a CJ E&M receberia metade dos lucros dos lançamentos das músicas Produce 101, com as agências participantes do programa compartilhando o restante.
Uma afiliada do programa afirmou que "foi lamentável que o conteúdo do contrato tivesse sido revelado" e enfatizou que os termos descritos no contrato eram "legalmente comuns" e "feitos para proteger os direitos editoriais dos produtores e para impedir que qualquer spoiler do programa fosse revelado".

## Ranking
As onze melhores concorrentes de cada episódio foram escolhidas através de votação de popularidade na página oficial do Produce 101 e de votação ao vivo do público. O resultado era mostrado no final de cada episódio. Este ranking também determinou as onze garotas que formariam o grupo temporário.
Para o primeiro e o segundo período de votação, os telespectadores podiam selecionar onze garotas por voto, no entanto, na terceira rodada, o sistema mudou para apenas uma competidora por voto.

### Primeiro período de votação
| Nº | Episódio 1 (Votos online) | Episódio 2 (Votos online) | Episódio 3 (Votos online) | Episódio 4 (Votos ao vivo) | Episódio 4 (Votos ao vivo) | Episódio 5 (Total de votos) | Episódio 5 (Total de votos) |
| Nº | Episódio 1 (Votos online) | Episódio 2 (Votos online) | Episódio 3 (Votos online) | Nome                       | Votos                      | Nome                        | Votos                       |
| -- | ------------------------- | ------------------------- | ------------------------- | -------------------------- | -------------------------- | --------------------------- | --------------------------- |
| 1  | Jeon Somi                 | Jeon Somi                 | Jeon Somi                 | Kim Se-jeong               | 1,204                      | Kim Se-jeong                | 559,694                     |
| 2  | Kim Se-jeong              | Kim Se-jeong              | Kim Se-jeong              | Hwang Soo-yeon             | 1,180                      | Jeon Somi                   | 528,772                     |
| 3  | Zhou Jieqiong             | Kang Mi-na                | Kang Mi-na                | Lim Na-young               | 1,160                      | Choi Yoo-jung               | 392,773                     |
| 4  | Jung Chae-yeon            | Zhou Jieqiong             | Kim Danielle              | Kim Ju-na                  | 1,137                      | Zhou Jieqiong               | 387,537                     |
| 5  | Jung Eun-woo              | Kim Na-young              | Ki Heui-hyeon             | Kim Do-yeon                | 1,125                      | Kang Mi-na                  | 376,977                     |
| 6  | Ki Heui-hyeon             | Kim Danielle              | Zhou Jieqiong             | Jeon Somi                  | 1,118                      | Ki Heui-hyeon               | 294,540                     |
| 7  | Kim Danielle              | Heo Chan-mi               | Kim Na-young              | Kim Min-kyeong             | 1,117                      | Kim Danielle                | 273,930                     |
| 8  | Kang Mi-na                | Jung Chae-yeon            | Choi Yoo-jung             | Kang Yae-bin               | 1,110                      | Jung Chae-yeon              | 251,469                     |
| 9  | Kim Na-young              | Ki Heui-hyeon             | Heo Chan-mi               | Park Si-yeon               | 1,097                      | Kim Na-young                | 250,552                     |
| 10 | Kwon Eun-bean             | Kwon Eun-bean             | Jung Chae-yeon            | Kim Si-hyeon               | 1,088                      | Jeon So-yeon                | 230,395                     |
| 11 | Choi Yoo-jung             | Jeon So-yeon              | Jeon So-yeon              | Park Min-ji                | 1,087                      | Kim So-hye                  | 227,670                     |

Notas
- O ranking do Episódio 5 é o resultado da combinação dos votos online e dos votos ao vivo do episódio anterior.

### Segundo e terceiro períodos de votação
| Nº | Segunda rodada            | Segunda rodada              | Segunda rodada              | Terceira rodada              | Terceira rodada              |
| Nº | Episódio 6 (Votos online) | Episódio 8 (Total de votos) | Episódio 8 (Total de votos) | Episódio 10 (Total de votos) | Episódio 10 (Total de votos) |
| Nº | Episódio 6 (Votos online) | Nome                        | Votos                       | Nome                         | Votos                        |
| -- | ------------------------- | --------------------------- | --------------------------- | ---------------------------- | ---------------------------- |
| 1  | Kim Se-jeong              | Kim Se-jeong                | 1,473,687                   | Jeon Somi                    | 380,783                      |
| 2  | Choi Yoo-jung             | Choi Yoo-jung               | 1,286,447                   | Kim Se-jeong                 | 131,612                      |
| 3  | Kang Mi-na                | Kang Mi-na                  | 1,212,720                   | Choi Yoo-jung                | 128,004                      |
| 4  | Jeon Somi                 | Jeon Somi                   | 1,201,490                   | Kim So-hye                   | 93,189                       |
| 5  | Kim Na-young              | Kim Na-young                | 931,084                     | Kim Chung-ha                 | 89,323                       |
| 6  | Zhou Jieqiong             | Zhou Jieqiong               | 885,556                     | Kim So-hee                   | 54,538                       |
| 7  | Kim So-hye                | Kim Do-yeon                 | 841,749                     | Yun Chae-kyoung              | 53,255                       |
| 8  | Kim Do-yeon               | Kim So-hye                  | 833,101                     | Han Hye-ri                   | 49,379                       |
| 9  | Yu Yeon-jung              | Jung Chae-yeon              | 696,808                     | Lim Na-young                 | 48,110                       |
| 10 | Jung Chae-yeon            | Yu Yeon-jung                | 684,660                     | Yu Yeon-jung                 | 45,985                       |
| 11 | Lim Na-young              | Lim Na-young                | 665,898                     | Kim Do-yeon                  | 44,873                       |

Note
- O ranking dos episódios 7 e 9 não foi mostrado devido à segunda e terceira eliminação.

### Resultado
Durante o último episódio, que foi ao ar em 1 de abril de 2016, Jang Keun-suk anunciou o nome do grupo de garotas: I.O.I.

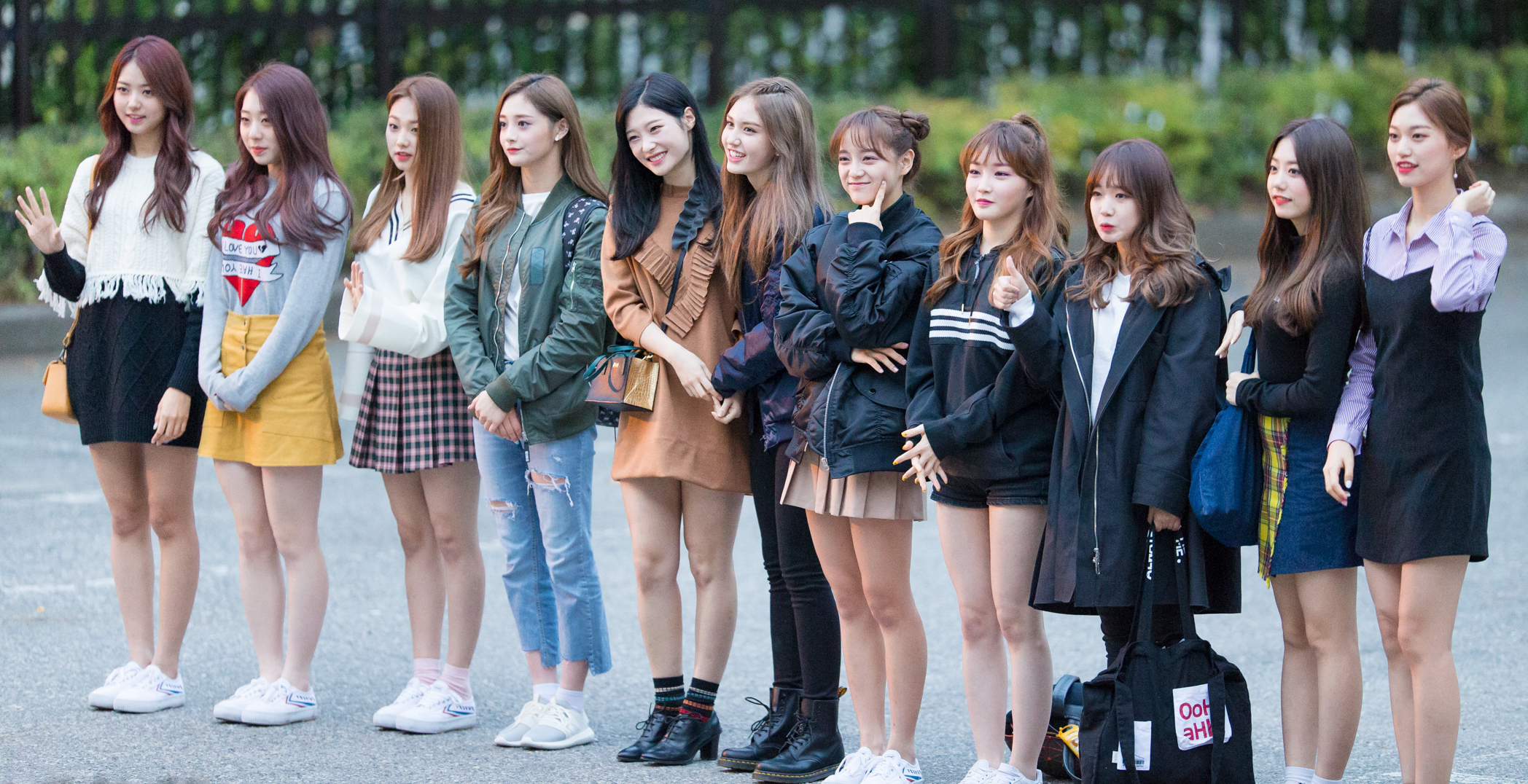
I.O.I, grupo temporário formado a partir do Produce 101. Da esquerda para a direita: Na-young, Yeon-jung, Mi-na, Zhou Jieqiong, Chae-yeon, Somi, Se-jeong, Chung-ha, Yoo-jung, So-hye e Do-yeon.

|    | Episódio 11 (Total de votos) | Episódio 11 (Total de votos) | Episódio 11 (Total de votos) | Episódio 11 (Total de votos) |
| Nº | Nome                         | Votos                        | Empresa                      |                              |
| -- | ---------------------------- | ---------------------------- | ---------------------------- | ---------------------------- |
| 1  | Jeon So-mi                   | 858,333                      | JYP                          |                              |
| 2  | Kim Se-jeong                 | 525,352                      | Jellyfish                    |                              |
| 3  | Choi Yoo-jung                | 438,778                      | Fantagio                     |                              |
| 4  | Kim Chung-ha                 | 403,633                      | M&H                          |                              |
| 5  | Kim So-hye                   | 229,732                      | RedLine                      |                              |
| 6  | Zhou Jieqiong                | 218,338                      | Pledis                       |                              |
| 7  | Jung Chae-yeon               | 215,338                      | MBK                          |                              |
| 8  | Kim Do-yeon                  | 200,069                      | Fantagio                     |                              |
| 9  | Kang Mi-na                   | 173,762                      | Jellyfish                    |                              |
| 10 | Im Na-young                  | 138,726                      | Pledis                       |                              |
| 11 | Yu Yeon-jung                 | 136,780                      | Starship                     |                              |

## Discografia

### Singles
| Título                             | Ano  | Melhor posição | Vendas     | Álbum               |
| Título                             | Ano  | Gaon           | Vendas     | Álbum               |
| ---------------------------------- | ---- | -------------- | ---------- | ------------------- |
| "Pick Me"                          | 2015 | 9              | : 893,723+ | Single sem álbum    |
| "24 Hours" (Make Some Noise)       | 2016 | 44             | : 204,742+ | 35 Girls 5 Concepts |
| "Fingertips" (Pinkrush)            | 2016 | 21             | : 394,446+ | 35 Girls 5 Concepts |
| "Don't Matter" (Hualyeogangsan)    | 2016 | 30             | : 253,613+ | 35 Girls 5 Concepts |
| "Yum-Yum" (7 go up)                | 2016 | 14             | : 579,478+ | 35 Girls 5 Concepts |
| "At the Same Place" (Girls on Top) | 2016 | 8              | : 807,282+ | 35 Girls 5 Concepts |

## Audiência
Desde que começou a ser exibido, Produce 101 registrou médias de audiência cada vez maiores.
| Episódio   | Data de transmissão     | Audiência média | Audiência média              | Audiência média | Audiência média |
| Episódio   | Data de transmissão     | AGB Nielsen     | AGB Nielsen                  | TNmS            |                 |
| Episódio   | Data de transmissão     | Nacional        | Região Metropolitana de Seul | Nacional        |                 |
| ---------- | ----------------------- | --------------- | ---------------------------- | --------------- | --------------- |
| 1          | 22 de janeiro de 2016   | 1.04%           | N/A                          | 0.50%           |                 |
| 2          | 29 de janeiro de 2016   | 1.56%           | N/A                          | 1.10%           |                 |
| 3          | 5 de fevereiro de 2016  | 1.78%           | N/A                          | 1.50%           |                 |
| 4          | 12 de fevereiro de 2016 | 3.31%           | 2.75%                        | 3.00%           |                 |
| 5          | 19 de fevereiro de 2016 | 3.48%           | 3.36%                        | 3.60%           |                 |
| 6          | 26 de fevereiro de 2016 | 3.41%           | 3.12%                        | 3.60%           |                 |
| 7          | 4 de março de 2016      | 3.78%           | 4.03%                        | 3.40%           |                 |
| 8          | 11 de março de 2016     | 3.66%           | 4.78%                        | 3.00%           |                 |
| 9          | 18 de março de 2016     | 2.98%           | 3.17%                        | 3.10%           |                 |
| 10         | 25 de março de 2016     | 3.69%           | 4.77%                        | 4.10%           |                 |
| 11 (Final) | 1 de abril de 2016      | 4.38%           | 4.94%                        | 3.70%           |                 |
|            | Média                   | 3.01%           | N/A                          | 2.70%           |                 |

Legenda
- Azul: episódio de menor audiência
- Vermelho: episódio de maior audiência

## Transmissão internacional
- No Japão, o primeiro episódio de Produce 101 foi transmitido pela Mnet Japan em 3 de abril de 2016, seguido por 11 semanas de episódios transmitidos a cada sexta-feira, a partir de 8 de abril.[86]

- Na região da Ásia e da América do Norte, o primeiro episódio de Produce 101 foi transmitido pelo Channel M em 4 de maio de 2016, seguido por 11 semanas de episódios transmitidos a cada quarta-feira, a partir de 11 de maio.[87]

## Atividades posteriores

### I.O.I
- I.O.I lançou seu EP de estreia, Chrysalis, em 4 de maio de 2016.[88]
  - Algumas integrantes do grupo retomaram atividades de suas respectivas agências:
    - Jung Chae-yeon (juntamente com a companheira de empresa Ki Hee-hyun) retornou como membro do DIA para o lançamento de seu primeiro EP, Happy Ending, em 14 de junho de 2016.[89]
    - Kim Se-jeong e Kang Mi-na (juntamente com a companheira de empresa Kim Na-young) estrearam como membros do Gugudan e lançaram o seu EP de estreia, Act.1 The Little Mermaid, em 28 de junho de 2016.[90]
    - Yu Yeon-jung foi anunciada como a mais nova integrante do grupo sino-coreano Cosmic Girls para o lançamento de seu segundo EP, The Secret, em 17 de agosto de 2016.[91]

  - A família de Kim So-hye decidiu comprar seu contrato com a RedLine Entertainment, e depois fundou uma nova agência, a S&P (Shark & Penguin) Entertainment.[92]
- A subunidade do I.O.I lançou seu primeiro single, "Whatta Man", em 8 de agosto de 2016.[93]
- I.O.I lançou seu último EP, Miss Me?, em 17 de outubro de 2016.[94][95][96][97]
- I.O.I lançou sua última canção, "Downpour", em 18 de janeiro de 2017.[98]

### I.B.I
- As cinco concorrentes que se classificaram em 12º, 13º, 15º, 16º e 17º lugares formaram um grupo chamado I.B.I, e lançaram seu primeiro single, "Molae Molae" em 18 de agosto de 2016. Elas ficaram conhecidos como o "grupo irmão do I.O.I", sob o selo da LOEN Entertainment. O grupo é formado por:
  - Han Hye-ri, da Star Empire Entertainment, que ficou em 12º lugar.
  - Yoon Chae-kyung, que ficou em 16º lugar, lançou um single digital em colaboração com Chae-won, do grupo April, "Clock", em maio de 2016.[99] Em julho, juntou-se ao grupo fictício C.I.V.A, derivado do mocumentário da Mnet The God of Music 2.[100] Chae-kyung foi adicionada como integrante do grupo feminino April, da DSP Media, em 11 de novembro de 2016.[101]
  - Kim So-hee, que ficou em 15º lugar, chegou a ser cotada para a adaptação em drama coreano do anime japonês The Idolmaster, mas desistiu.[102] Mais tarde juntou-se ao C.I.V.A, junto com Yoon Chae-kyung.[100]
  - Lee Soo-hyun (13º lugar) e Lee Hae-in (17º lugar) deixaram a SS Entertainment em maio de 2016, depois de um mês de batalha judicial.[103] Mais tarde, ambas fizeram uma aparição em The God of Music 2.[104] Além disso, Hae-in participou como atriz coadjuvante no remake de 1% de Anything e do programa Idol School.[105]

### Outras concorrentes eliminadas
Concorrentes que estrearam em girl groups
Algumas concorrentes eliminadas estrearam em outros girl groups:
- Ng Sze Kai voltou para seu grupo feminino de Hong Kong As One (AS 1) e lançou o single "Hey Ya!" (헤이 야) em 4 de maio de 2016.[106]
- Ki Hee-hyun (Cathy) retornou ao grupo DIA com sua companheira de de empresa Jung Chae-yeon, e, mais tarde, se tornou a líder do grupo. Elas lançaram seu primeiro EP, Happy Ending, em 14 de junho de 2016.[89]
- Kwon Eun-bin se juntou oficialmente ao CLC em junho de 2016.[107]
- Park Hae-young, Kim Mi-so e Heo Saem (agora Su-yeon) estrearam como parte do grupo de garotas A.DE, com seu primeiro single "Strawberry", em 19 de junho de 2016.[108]
- Kim Min-ji, Park Se-hee, Lee Jin-hee e Kim Hyeong-eun, da Kconic Entertainment, estrearam em um grupo de cinco integrantes, Bulldok, com o single "Why Not" em 20 de outubro de 2016.[109]
- As concorrentes eliminadas da Pledis Entertainment, Gang Gyeong-won, Kim Min-kyeong, Kang Ye-bin, Park Si-yeon e Jung Eun-woo, lançaram um single digital, "We", em 28 de junho de 2016.[110] Elas, junto com Zhou Jieqiong e Lim Na-young estrearam como parte do grupo Pristin, e lançaram seu primeiro EP, Hi! Pristin, em 21 de março de 2017.[111]
- Jeon Soyeon participou de outro reality show da Mnet, Unpretty Rapstar 3. Atualmente é líder do girlgroup (G)I-dle da Cube Ent.[112][113]

Concorrentes que estrearam como solistas
Algumas concorrentes eliminadas estrearam como cantoras solo:
- Kim Chungha após o fim do I.O.I fez sua estreia solo com o mini-album "Hands on Me" no qual lançou o MV para "Why Don't You Know" em 6 de junho de 2017. [114]
- Hwang In-sun lançou o single "Emoticon" em 28 de abril de 2016.[115]
- Kim Woo-jung estreou, sob o nome D.A.L, como cantora solo em 4 de agosto de 2016, com o single "Fireworks", com participação de Kim Jae-ho, do grupo History.[116]
- Kim Ju-na estreou como cantora solo em 12 de setembro de 2016, com o single "Summer Dream".[117]
- Kang Si-ra lançou o single "Don't Wanna Forget" em 18 de janeiro de 2017.[118]

Concorrentes com outras atividades
- Kim Ji-sung e An Yoo-mi decidiram tomar outro caminho. Kim é agora uma atriz em treinamento sob a N Company, enquanto An agora é modelo sob a Blessing Entertainment.[119]
- Enquanto isso, Choi Eun-bin[120][121] e An Ye-seul estão enfrentando batalhas legais em curso.[122]
- Lee Soo-min deixou a Fantagio em abril de 2016. Ela não estava mais interessada em ser uma idol.[123][124] Ela fez uma aparição como concorrente na 6ª temporada do K-pop Star.[125]
- Kim Si-hyeon assinou com a Yuehua Entertainment em abril de 2016. Atualmente é uma das concorrentes do Produce 48.[126]
- Choi Yoo-jung, Kim Do-yeon, Jung Hae-rim, da Fantagio, no dia 8 de agosto debutaram no novo girlgroup, Weki Meki. Chu Ye-jin voltou a ser trainee da Fantagio.[127]
- Lee Seo-jeong deixou a LOUDers Entertainment para assinar com a Fantagio. Ela apareceu no vídeo musical de "Confession", do grupo Astro, em novembro de 2016 e também está se preparando para estrear em i-Teen Girls.[127]
- Oito concorrentes que foram eliminadas logo no início do programa (exceto Hwang In-sun) lançaram o single "Don't give up", em 28 de setembro de 2016. São elas:[128]
  - Hwang In-sun, que ficou em 27º lugar.
  - Yoon Seo-hyeung, que ficou em 37º lugar.
  - Park Hae-young, que ficou em 38º lugar.
  - Hwang A-young, que ficou em 56º lugar.
  - Ham Ye-ji, que ficou em 72º lugar.
  - Kim Mi-so, que ficou em 73º lugar.
  - Heo Saem (Su-yeon), que ficou em 75º lugar.
  - Pyun Kang-yoon, que ficou em 78º lugar.